# Gálib
Gálib Abu Tammam Al-Násiri (en árabe: غالب بن عبد الرحمن الناصري) (m. 981), también llamado Ghālib ibn ʿAbd al-Raḥmān, fue un poderoso y exitoso jefe militar del Califato de Córdoba de origen eslavo. Sirvió a los tres primeros califas, pues fue liberado de la esclavitud durante el reinado de Abderramán III, llegó a su máximo prestigio con Alhakén II y falleció durante el mandato del tercer califa Hisham II. Citado como general Gálib, en los Anales del Califato lo alaban como hombre de acción, temeroso de Dios, fiel a su señor el califa y respetuoso con los vencidos, mostrando hacia ellos lo que en la época y en la cristiandad se denomina actitud caballerosa.

## Expediciones y batallas

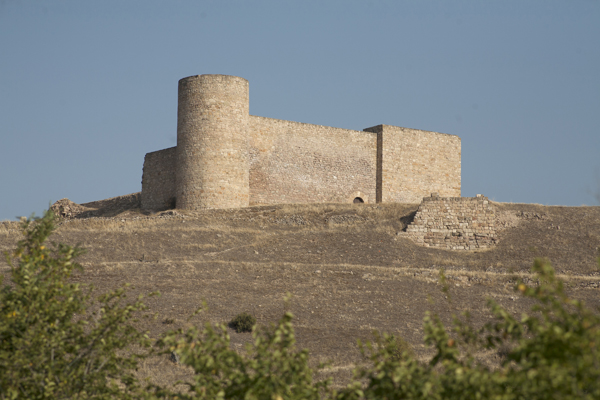
Restos del Castillo de Medinaceli, desde donde Gálib dirigió una vez sus ejércitos.

En tres frentes destacó Gálib, en primer lugar sobre todo luchó y protegió la frontera norte contra las incursiones de los reyes cristianos, en segundo lugar, contuvo el avance de las fuerzas califales de la dinastía fatimí que dominaba el norte de África y por último, al mando de la armada califal protegió las costas de las invasiones normandas (danesas). Liberto del califa Abderramán III, durante cuyo reinado alcanzó altos puestos militares, su poder aumentó aún más durante el de su hijo Alhakén II. Fue uno de los libertos omeyas a los que cada vez más los sucesivos califas otorgaron importantes mandos militares para tratar de reforzar su control de las fuerzas armadas al servicio del Estado —situación que se extendió también a la Administración civil—.
En el 942, recibió su primer nombramiento importante al frente de fuerzas militares. En el 946-947, se le encomendó la fortificación de Medinaceli y se le nombró alcaide —jefe de Ejército— fronterizo. Durante los primeros años de la década de 950, libró diversos combates con los castellanos, que le fueron en general favorables. Durante el mismo periodo, capitaneó una escuadra omeya que azotó las costas del Magreb fatimí, saqueando los alrededores de Susa y Tabarka. En el 956, infligió una dura derrota a la flota cristiana.
Efectivamente al final de su reinado, el califa Abderramán III envió una poderosa flota al mando del general Gálib para evitar la pérdida de las plazas de norte del Magreb, como Ceuta y Tánger en poder del Califato fatimí que poseía el norte de África desde el año 909 al 1171.
A su regreso en 960, Gálib conquistó Gormaz a Fernán González, conde de Castilla, y mandó reconstruir la fortaleza en 965. Durante el reinado del nuevo califa Alhakén II redobló sus ataques a los Estados cristianos de la península ibérica y en la campaña del 966 obtuvo un gran botín. En el 968, partió al norte, a reforzar las defensas de Calahorra.
El 1 de julio del 971, participó en la recepción del conde Borrell II, antes de partir precipitadamente a enfrentarse a la flota normanda que amenazaba los territorios occidentales del califato. En septiembre regresó a las provincias occidentales a coordinar las acciones de las diversas escuadras cordobesas contra los normandos. En 972, tras atacar Santiago de Compostela en 970 y la costa atlántica del califato a finales de junio de 971, los vikingos de Normandía asolaron las costas entre el río Duero y Santarem. En el mes de junio una armada combinada de las flotas califales del Atlántico y el Mediterráneo comandadas por Gálib y el almirante Abd al-Rahman ibn Muhammad ibn Rumahis respectivamente, enfrentó en el estuario del río Tajo a los invasores, salvó la base naval de la flota atlántica de Sevilla y expulsó a los vikingos definitivamente. Posteriormente, los moros persiguieron a los invasores por la costa, asegurándose que no volvieran a amenazar al califato, y retornaron victoriosos a Córdoba en septiembre. El año 972, el califa Alhakén II le envió con la flota a combatir una invasión danesa de 28 naves que derrota desde Silves (Shilb) en la desembocadura del río Arade, en el Algarve.
El 20 de enero del 972, el califa le nombró comandante supremo del ejército. El 15 de abril, acaudilló al ejército que pasó al Magreb a enfrentarse al rebelde Al-Hasan ben Kannun. En los años 973 y 974 se adentró en el Magreb donde combatió con el cabecilla idrisí de la rebelión contra el califato cordobés. En junio del 973 recibió refuerzos para continuar la campaña y a continuación dirigió algunas operaciones en los alrededores de Tánger. En octubre tomó al-Basra. Sitió a Ben Gannun en su fortaleza de Hajar an-Nasar mientras trataba de sobornar a sus partidarios, hasta que logró su sometimiento en marzo del 974. En junio anunció el sometimiento de Fez. En septiembre, volvió en triunfo a Córdoba de sus campañas magrebíes. En noviembre y diciembre, envió a los distintos responsables de las marcas fronterizas unos documentos en los que delimitaba sus poderes; para entonces era responsable general de las zonas fronterizas y residía en Guadalajara. En marzo del 975, se le encargó la organización del regreso de las tropas desplegadas en el Magreb para emplearlas en las marcas. Sus hazañas tanto en la frontera norte como en el Magreb llevaron a que Alhakén le nombrase alcaide supremo y le otorgase el título de «poseedor de las dos espadas» (22 de abril del 975). Poco después se dedicó a asegurar las operaciones de reforzamiento de las defensas de Zaragoza.
Ante el ataque por sorpresa del conde castellano García Fernández a Deza, se le devolvió a Medinaceli para dirigir las represalias, en mayo y junio del 975. Cercada Gormaz, acudió acompañado de los gobernadores andalusíes de Zaragoza y Lérida en auxilio de la plaza, que resistía los asaltos de castellanos, leoneses y navarros. Tras pasar por Barahona y Berlanga de Duero, derrotó a los sitiadores y volvió a vencerlos en Langa de Duero y cerca de Tudela, en Estercuel, hoy municipio de Ribaforada. El 15 de julio, informó a Córdoba de las victorias sobre los castellanos.

## Disensiones en el califato

La situación en el Magreb a finales de la década de 970.

A la muerte del califa Alhakén II en 976, es proclamado califa su hijo Hixem II con el apoyo de su madre la sultana Subh (que se llamaba Aurora, pues había nacido cristiana en una casa noble y fue entregada como esclava al califa por un enemigo de su padre). Tras una corta crisis sucesoria, comenzó el enfrentamiento entre el chambelán Yaáfar al-Mushafi, favorito del califa fallecido, y Almanzor, mano derecha de la madre de Hisham. Gálib, enemistado con el chambelán, no reaccionó ante las incursiones de los Estados cristianos, que aprovecharon la muerte de Alhakén para realizar correrías.
El ascenso de Almanzor llevó al chambelán a tratar de reconciliarse con Gálib, al que llamó a la capital, confirmó al frente de las fuerzas fronterizas, y otorgó un nuevo título, el de doble visir. Mientras, Almanzor había logrado el mando de las tropas de la capital. Ambos realizaron una segunda campaña en la primavera del 977 durante la que acordaron eliminar a al-Mushafi. Gálib mandaba las fuerzas fronterizas, mientras que Almanzor acaudillaba las de la capital. Gálib recomendó a Almanzor, que había facilitado el nombramiento de aquel como doble visir, que utilizase su nuevo prestigio militar para solicitar la prefectura de Córdoba, en aquel momento desempeñada por uno de los hijos del chambelán. La destitución, aprobada por el califa sin consultar ni al afectado ni a su padre, produce la ruptura entre este y Almanzor, hasta entonces considerado fiel servidor del chambelán.
Al-Mushafi reaccionó al debilitamiento de su poder tratando de desbaratar la alianza entre los dos y solicitó la mano de una hija de Gálib para uno de sus hijos. Tras aceptar la propuesta, Gálib acabó por cambiar de opinión y entregar la mano de su hija a Almanzor, ante las presiones de la corte, fomentadas por el propio Almanzor.
Después de la fastuosa boda, suegro y yerno partieron para una nueva expedición militar, rotas ya las relaciones entre Almanzor y al-Mushafi. A la vuelta, Subh logró que Hisham nombrase un segundo chambelán, Gálib, situación inaudita en la historia del califato. Al-Mushafi quedó arrinconado por los coaligados Gálib y Almanzor, que le arrebataron su anterior poder.
Tanto Gálib como Almanzor son nombrados háyib (chambelán), que en el califato equivale a ministro principal, marchando el general Gálib a la frontera norte y Almanzor permaneció en Córdoba.

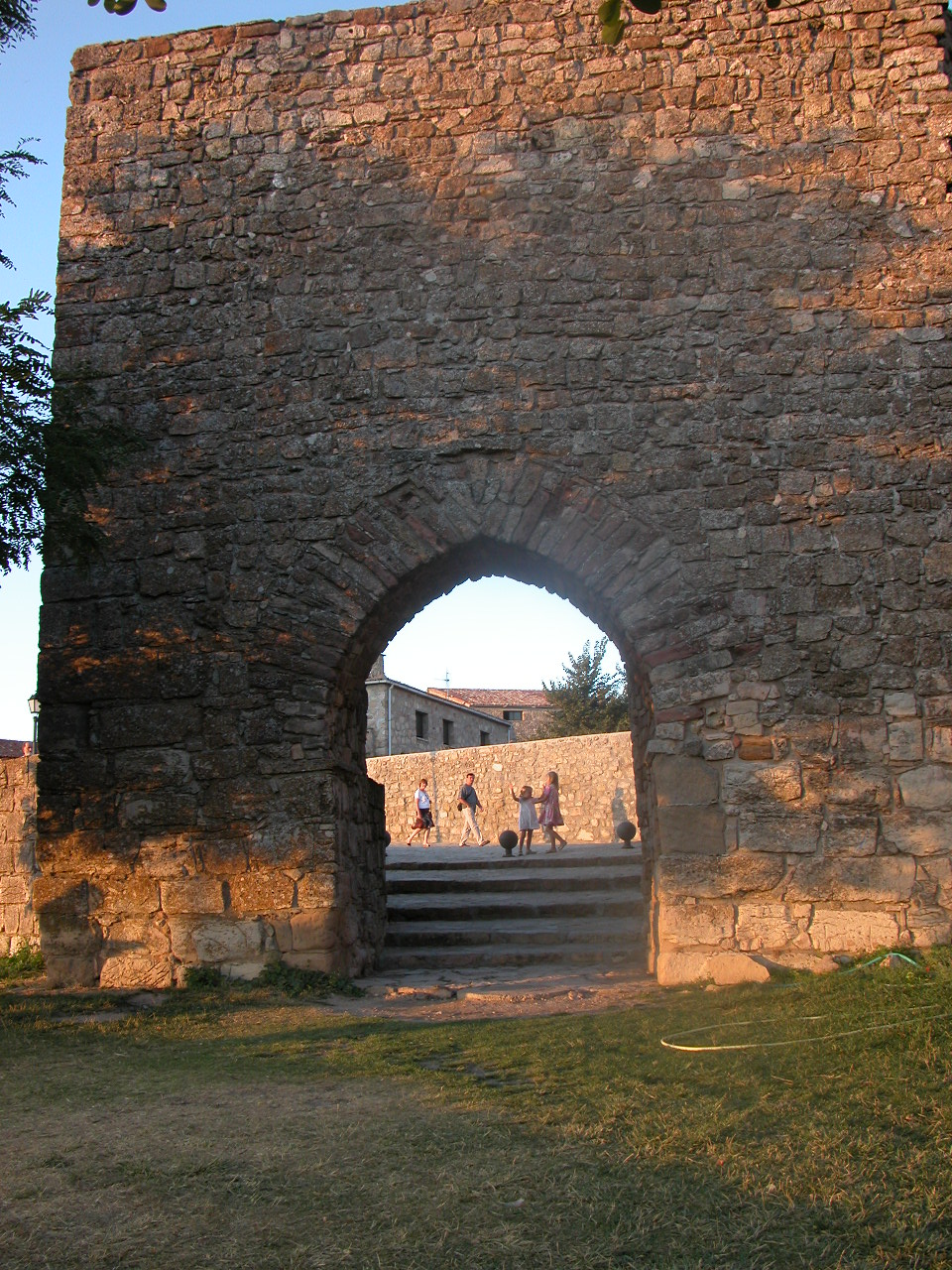
Medinaceli fue el último bastión de Gálib, desde donde combatió y perdió su pugna con Almanzor.

Pronto surgen las disensiones entre el suegro y el ambicioso yerno, debidas a las diversas maniobras de este: la construcción de una residencia palaciega (Medina Alzahira), el aumento de la llegada de tropas bereberes fieles a Almanzor y férreo control del acceso al califa. Mientras que Almanzor envidiaba el continuo prestigio militar de Gálib, que empequeñecía sus sucesivas victorias militares, este temía las maniobras de su yerno y sus contactos con fuerzas bereberes magrebíes. La rivalidad estalló en el 980, en Atienza, durante una campaña contra los Estados cristianos; durante una disputa en un banquete, Gálib atacó espada en mano a Almanzor que, herido, tuvo que huir apresuradamente de la fortaleza para salvar la vida. Almanzor reaccionó tomando la cercana Medinaceli y saqueando los bienes de Gálib, que allí los guardaba. Este se vio obligado a refugiarse en territorio cristiano junto a sus fieles. Se alió con castellanos y navarros y en abril del 981 logró derrotar a las fuerzas de Almanzor que habían salido a enfrentársele. Almanzor reaccionó reuniendo tropas bereberes, cordobesas y fronterizas y arrasando la frontera oriental durante dos meses antes de prepararse para un nuevo choque con su suegro cerca de la fortaleza de Torrevicente. Gálib marchaba con sus tropas aún leales y sus aliados navarros y castellanos. La batalla entre los dos rivales tuvo lugar el 9 y 10 de julio de 981. A punto de lograr la victoria sobre Almanzor, Gálib apareció muerto, aparentemente de muerte natural, lo que desbarató sus fuerzas, que se pasaron en gran parte a las de aquel. Su cuerpo fue mutilado por sus propios hombres, deseosos de probar su muerte ante el vencedor. Desollado y relleno de algodón, su cadáver fue exhibido crucificado en la Puerta de la Victoria de Medina Alzahira, donde permaneció hasta la destrucción de esta.
Gálib intentó recuperar Gormaz, que era fiel a Almanzor, para lo que se alió con el Conde de Castilla García Fernández y con el rey Sancho Garcés II de Navarra, pero todos ellos fueron derrotados en Rueda por Almanzor.